# Gran premio literario del África Negra
El Gran premio literario del África Negra (en lengua francesa: Grand prix littéraire d'Afrique noire es un premio literario anual concedido por la Asociación de Escritores en Lengua Francesa fundada en 1926. Su primera edición fue en 1961. En su origen consistía en 2000 francos franceses. En 2004, de 10000 euros. Se otorga anualmente en noviembre en París. El premio es también conocido como el "Goncourt africano".

## Antecedentes
El premio se crea en 1926 con el nombre "Premio de las colonias" y tenía como objetivo hacer visible el trabajo de los autores franceses de las colonias. En 1960 tras la independencia era imprescindible renovar y nombre y pasó a denominarse Gran premio literario del África Negra.

## Galardonados
- 1961: Aké Loba (Costa de Marfil) por Kocumbo, l'étudiant noir
- 1962: Cheikh Hamidou Kane (Senegal) por L'Aventure ambiguë
- 1963: Jean Ikelle Matiba (Camerún) por Cette Afrique-là
- 1964: Birago Diop (Senegal) por Contes et Lavanes
- 1965: Bernard Dadié (Costa de Marfil) por Patron de New-York
- 1965: Seydou Badian Kouyaté (Malí) por Les Dirigeants africains face à leurs peuples
- 1966: Olympe Bhely-Quenum (Benín) por Le chant du lac
- 1967: Francis Bebey (Camerún) por Le fils d'Agatha Moudio
- 1967: Francois Evembe (Camerún) por Sur la terre en passant
- 1967: Jean Pliya (Benín) por Kondo, le requin
- 1968: Bernard Dadié (Costa de Marfil) por La ville où nul ne meurt
- 1968: Francis Bebey (Camerún) por Le Fils d'Agatha Moudio
- 1969: Ahmadou Kourouma (Costa de Marfil)  por Le soleil des indépendances
- 1969: Guy Menga (República del Congo) por La Palabre stérile
- 1970: Boubou Hama (Níger) por Kotia Nima
- 1971: Massa Makan Diabaté (Malí) por Janjon
- 1971: L'abbé Mviena (Camerún) por L'Univers culturel et religieux du peuple Béti
- 1972: Henri Lopès (República Democrática del Congo) for Tribaliques
- 1973: Alioun Fantoure (Guinea) por Le Cercle des tropiques
- 1974: Amadou Hampâté Bâ (Mali) por L'étrange destin de Wangrin
- 1975: Étienne Yanou (Camerún) por L'Homme Dieu de Bisso
- 1976: Aoua Keïta (Mali) por Femmes d'Afrique
- 1977: Sory Camara (Guinea) por Gens de la parole: Essai sur les griots malinké
- 1978: Idé Oumarou (Níger) por Gros plan
- 1979: Lamine Diakhate (Senegal) por Chalys d'Harlem
- 1980: Aminata Sow Fall (Senegal) por La grève des Bàttu
- 1981: Jean-Marie Adiaffi (Costa de Marfil) por La carte d'identité
- 1982: Titinga Frédéric Pacéré (Burkina Faso) por La poésie des griots : poèmes pour l'Angola
- 1982: Mariama Bâ (Senegal) por Un Chant écarlate
- 1982: Yodi Karone (Camerún) por Nègre de paille
- 1983: Sony Labou Tansi (República Democrática del Congo) por L'ante-peuple
- 1984: Cheikh Hamidou Kane (Senegal)
- 1985: Modibo Sounkalo Keita (Mali) por L'archer bassari
- 1985: Edem Kodjo (Togo) por Et demain l'Afrique
- 1986: Jean-Pierre Makouta-Mboukou (República Democrática del Congo) por La Critique littéraire
- 1986: Bolga Baenga (Congo) por Cannibale
- 1986: Tierno Monénembo (Guinea) por Les écailles du ciel
- 1987: Jean-Baptiste Tati Loutard (República del Congo) por Le Récit de la mort
- 1988: Emmanuel Dongala (República Democrática del Congo) por Le feu des origines
- 1989: Victor Bouadjio (Francia) por Demain est encore loin
- 1990: Henri Lopès (República Democrática del Congo)
- 1990: Ahmadou Kourouma (Costa de Marfil) por  Monnè, outrages et defis
- 1991: Amadou Hampâté Bâ (Mali) por Amkullel, l'enfant peul y L'empire peul du Macina
- 1991: Kama Sywor Kamanda (República Democrática del Congo) por La nuit des griots
- 1992: Patrick Ilboudo (Burkina Faso) por Le héraut têtu
- 1993: Maurice Bandaman (Costa de Marfil) por Le fils de la femme male
- 1994: Calixthe Beyala (Camerún) por Maman a un amant
- 1995: Emmanuel Dongala (República Democrática del Congo)
- 1995: Sylvain Ntari-Bemba (Democratic Republic of the Congo) por Reves portatifs Zaire
- 1996: Abdourahman A. Waberi (Yibuti)
- 1996: Léopold Sédar Senghor (Senegal) por Anthologie de la nouvelle poesie negre et malgache de langue francaise
- 1997: Daniel Biyaoula (República del Congo) por L'impasse
- 1998: Gaston-Paul Effa (Camerún) por Mâ
- 1999: Alain Mabanckou (República del Congo) por Bleu-Blanc-Rouge
- 2000: Ken Bugul (Benín) por Riwan ou le chemin de sable
- 2001: Kossi Efoui (Togo) por La Fabrique de cérémonies
- 2002: Patrice Nganang (Camerún) por Temps de chien (Le Serpent à Plumes)
- 2003: Kangni Alem (Togo) por Cola Cola jazz
- 2004: Sami Tchak (Togo) por Littérature et engagement: Mongo Beti, un écrivain conscient de son devoir envers son peuple? y Togoo: la démocratie introuvable
- 2005: Véronique Tadjo (Costa de Marfil)
- 2005: Mahamoudou Ouédraogo (Burkina Faso)
- 2006: Edem Awumey (Togo) por Port Mélo
- 2007: Bessora (Gabón) por Cueillez-moi jolis Messieurs...
- 2008: Jean Divassa Nyama (Gabón) por Vocation de Dignité
- 2009: In Koli Jean Bofane por Mathématiques congolaises
- 2010: Gabriel Mwéné Okoundji (República del Congo) por L’äme blessée d’un éléphant noir
- 2011: Léonora Miano (Camerún) por Blues pour l’Afrique and Ces âmes chagrines
- 2012: Venance Konan (Costa de Marfil) por Edem Kodjo, un homme, un destin
- 2013: Augustin Emane (Gabón / Francia) por Docteur Schweitzer, une icône africaine
- 2014: Eugène Ébodé (Camerún) por Souveraine magnifique.
- 2015: Hemley Boum (Camerún) por Les Maquisards.
- 2016 : Blick Bassy (Camerún) por Le Moabi Cinéma.
- 2017: Aristide Tarnagda (Burkina Faso) por Terre rouge (Lansman éditeur)
- 2018 :Timba Bema (Camerún) por Les seins de l’amante y Armand Gauz (Costa de Marfil) por Camarade Papa.[5]
- 2019: sin otorgar[6]
- 2020: sin otorgar[6]